# Alegoria Przywary (obraz Correggia)
Alegoria Przywary (wł. Allegoria del Vizio) – obraz olejny na płótnie autorstwa Correggia, tworzący parę z obrazem Alegoria Cnoty.

## Historia
Jest to prawdopodobnie drugie pod względem chronologicznym płótno wykonane przez Correggia zamówione przez Izabelę d’Este. Po śmierci księżnej Izabeli w 1542 roku, oba obrazy wymieniane są w ewidencji jako wyposażenie Corte Vecchia (Starego Dworu); płótna były umieszczone po dwóch stronach drzwi wejściowych. Wykonanie zamówienia musiało być dużym wyróżnieniem dla malarza. Izabela d’Este słynęła ze swoich licznych i pedantycznych zamówień obrazów. Dla niej malowali inni wielcy malarze m.in. Perugino, Giovanni Bellini czy Andrea Mantegna.
Do 1627 roku obie alegorie znajdowały się w Mantui, gdzie występowało pod tytułem Apollo i Marsjasz (być może ze względu na postać nimfy próbującej obedrzeć ze skóry położonego w centrum mężczyznę). W kolejnym roku dzieła trafiły do Londynu, do zbiorów królewskich Karola I. Stamtąd Alegoria Przywary trafiła do bankiera Jabacha, a następnie do kolekcji Ludwika XIV w Paryżu.

## Interpretacje i styl
W centralnej części płótna malarz umieścił postać mężczyzny interpretowaną jako alegoria Przywary lub jako greckiego boga Wulkana lub Sylena. Wokół niej zgromadziły się trzy kobiety. Jedna z interpretacji odwołuje się do ustępu z szóstej eklogi Wergiliusza, w której poeta opisuje śpiącego Sylena, który niebacznie zostaje przyłapany przez dwóch pasterzy, Cromi i Marsilia, którzy wiążą go i razem z nimfą Ajgle zmuszają do śpiewania dla nich.
Paleta barw jest przygaszona, z czerwonymi i różowymi draperiami, błękitnymi i granatowymi odcieniami, które stanowią silniejsze akcenty kolorystyczne. Otoczenie postaci na Alegorii Przywary zostało przedstawione w sposób znacznie bardziej szczegółowo, z widokiem na stada owiec i postać nagiego mężczyzny leżącego na trawie. Na pierwszym planie przedstawiono młodego chłopca, który jest świeckim odpowiednikiem putta widocznego u dołu Madonny Sykstyńskiej Rafaela. Obok małego fauna, który rzuca winogronem, wije się pnący pasożytniczy bluszcz, który chwyta i nie puszcza.